# Paul Sacher
Paul Sacher (Bázel, 1906. április 28. – Bázel, 1999. május 26.) svájci karmester, mecénás és üzletember. Élete szerencsés fordulataként – házassága révén –  a Hoffmann-La Roche gyógyszergyártó birodalom meghatározó tulajdonosaként milliárdos vagyonával a 20. századi kortárs zene és művészet úttörő jelentőségű részese és mecénása volt. Egyes források szerint több mint 80 művet, más adatok szerint 200-nál is többet  komponáltak felkérésére kora legjelentősebb zeneszerzői, köztük Bartók Béla, Paul Hindemith, Igor Stravinsky és Arthur Honegger is.

## Életútja
Paul Sacher tanulmányait a Bázeli Konzervatóriumban Rudolf Mosernél, a karmesterképzést Felix Weingartnernél végezte, emellett a Bázeli Egyetemen Karl Nefnél és Jacques Handschinnél zenetudományt tanult.
1926-ban, 20 évesen alapította meg első zenekarát, a Bázeli Kamarazenekart, mely mellé 1928-ban kamarakórust is szervezett; a két együttes 20. századi kompozíciókra, valamint preklasszikus művekre specializálódott. Paul Sacher a Bázeli Kamarazenekar (1926–1987) vezetőjeként kezdetben környezetéhez tartozó kortárs zeneszerzőket, majd a 20. század legjelentősebb zeneszerzőit kérte fel zenekara számára komponált művek megírására. A Bázeli Kamarazenekar számára felkért egyik legjelentősebb remekmű a zenekar fennállásának 10. évfordulójára született Bartók Zene húros hangszerekre, ütőkre és cselesztára, melynek világpremierje 1937-ben Bázelben volt Paul Sacher vezényletével. Az együttes számára többek között Stravinsky és Hindemith is alkotott. A zenekar és a kórus 1987-ben adta utolsó koncertjét.
Sacher nemcsak felkérésekkel támogatta kortársait: 1939 nyarán Bartók közel egy hónapon át egymaga élt és komponált Svájcban egy Maja Sacher által bérelt saaneni házban; a teljes ellátásáról a jelen nem lévő házigazdák gondoskodtak, még zongorát is vitettek számára Bernből.   
Sacher 1932-ben a régizene kutatására és oktatására létrehozta bázeli intézetét, a Schola Cantorum Basiliensist. Majd később az általa alapított Schola Cantorum Basiliensis és a Bázeli Konzervatórium összeolvadásából 1954-ben született meg a Bázeli Zeneakadémia, melynek Sacher 1969-ig társigazgatója is volt.

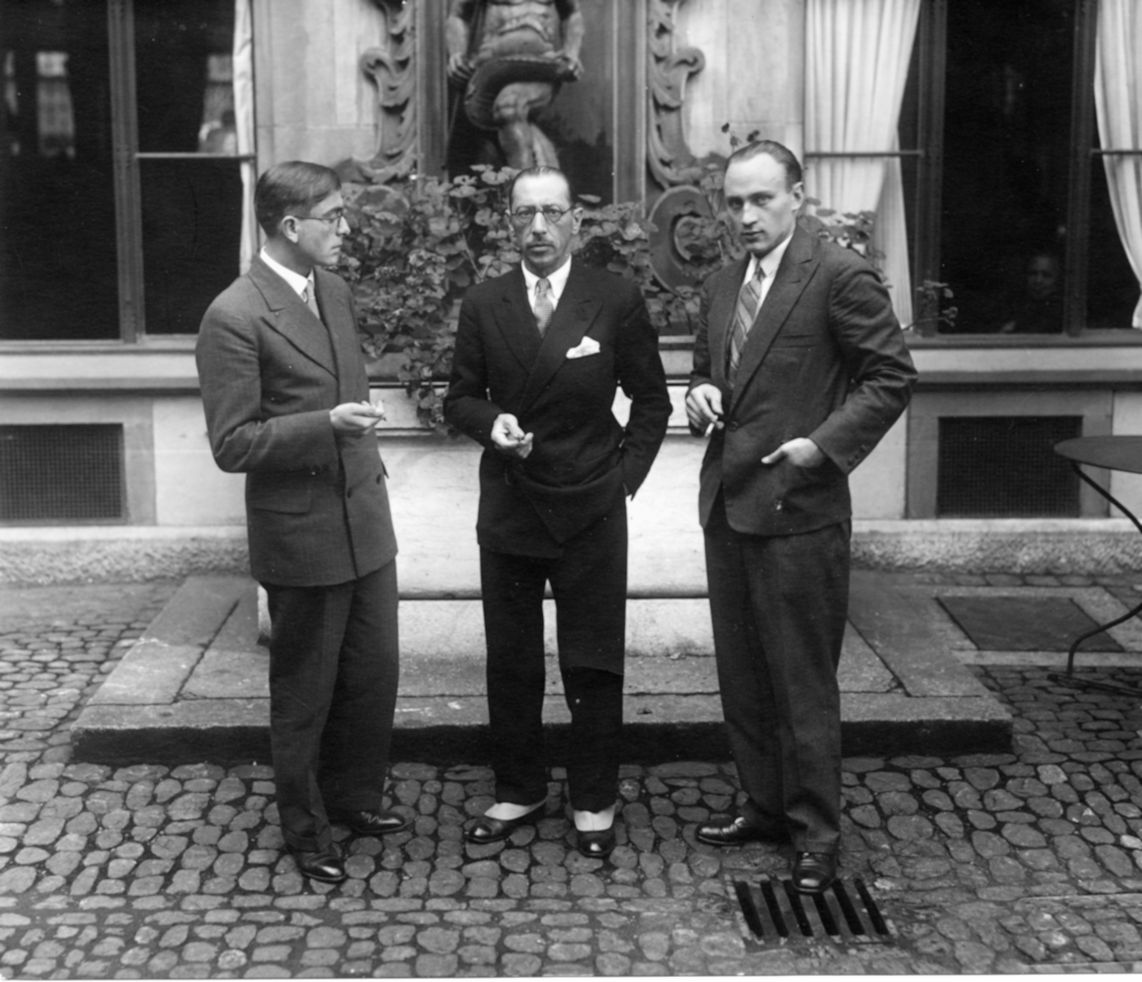
Paul Sacher – jobboldalt – Conrad Beck és Igor Stravinsky társaságában Bázelben (1930. október 2.)

1941-ben Bartók fiatalkori szerelme, Geyer Stefi és a svájci zeneszerző, Walter Schulthess – Geyer Stefi férje – által újonnan alapított Collegium Musicum Zürich felkérését is elvállalta, a zenekar karmestere lett és maradt 50 éven át, a zenekar koncertmestere – szólista karrierje mellett – Geyer Stefi volt. Geyer Stefi 1956-ban bekövetkezett halála után Bartók fiatalkori hegedűversenyének Geyer Stefinél őrzött példánya Paul Sacher tulajdonába került, aki a művet zenekarával 1958-ban mutatta be.
Sacher a II. világháború után Európa nagy részében, többek között Budapesten is rendkívül nagy sikerrel vendégszerepelt.
Számos Paul Sacher által felkért zeneszerző ajándékozta művei kottáját a felkérőnek; ez a kezdeti gyűjtemény volt a Paul Sacher Stiftung előzménye. Az 1973-ban létrejött alapítvány folytatta Sacher hagyományát: kortárs szerzőket kért fel újabb művek komponálására, valamint a Paul Sacher Stiftung bázeli könyvtára a világ leggazdagabb zenei kéziratgyűjteményévé vált, többek között a teljes Stravinsky-hagyaték őrzője lett. 1983-ban Igor Stravinsky özvegyének halála után a Stravinsky-hagyaték sorsa átmenetileg bizonytalanná vált. A hagyaték ideiglenes őrzője – a New York Public Library, valamint a Morgan Library és a Paul Sacher Stiftung közötti licitálás eredményeként – végül Sacher alapítványa a legmagasabb ajánlattal, 5,2 millió $-ért vásárolta fel a Stravinsky-hagyatékot. Az alapítvány tovább bővült; nem sokkal ezután került tulajdonába az Anton Webern és Bruno Maderna hagyaték is.
Paul Sacher házassága előtt is a zenei életben jelentős sikereket tudhatott magáénak, de kétségtelen, hogy szinte messianisztikus mecénási tevékenysége magánvagyonának is köszönhető. 1934-ben vette feleségül Maja Stehlint, a Hoffmann-La Roche gyógyszergyártó birodalom alapítója fiának és egyedüli örökösének, Fritz Hoffmann-nak özvegyét. Sacher 60 éven át volt a cég felügyelőbizottságának tagja. Kiváló és egyúttal szinte munkamániás üzletemberként a II. világháború után kulcsszerepe volt a család Hoffmann-La Roche többségi részvényeinek visszaszerzésében, majd a 70-es években a valiumot és lítiumot tartalmazó gyógyszerek fejlesztésének nyereségessé tételében is sikeres üzletembernek bizonyult. Élete vége felé vagyonát 13 milliárd $-ra becsülték, ezzel a világ leggazdagabb személyei közé sorolták. 1996-ban történt visszavonulása után 90 évesen még a bázeli Jean Tinguely Múzeum létrehozásán fáradozott.
Paul Sacher hosszú betegség után, 93 éves korában hunyt el Bázelben.

## Az „eSACHERe” projekt
Sacher mecénás tevékenységétől függetlenül, azaz nem az ő felkérésére született meg szintén híressé vált tizenkét zenemű. Paul Sacher 70. születésnapja alkalmából 1976-ban a világhírű orosz csellista, Msztyiszlav Rosztropovics tizenkét zeneszerzőt kért fel egy-egy szóló csellómű megírására, melyek a Sacher nevéből képzett zenei névjegymotívumra (eS, A, C, H, E, Re = Esz, A, C, H, E, D), azaz a Sacher-hexachordra épülnek. A művek többségének ősbemutatója 1976. május 2-án volt Zürichben. Az „eSACHERe” projektben részt vállalt zeneszerzők Conrad Beck, Luciano Berio, Pierre Boulez, Benjamin Britten, Henri Dutilleux, Wolfgang Fortner, Alberto Ginastera, Cristóbal Halffter, Hans Werner Henze, Heinz Holliger, Klaus Huber és Witold Lutosławski voltak.

## Paul Sacher által felkért kompozíciók (válogatás)
Egyes források szerint több mint 80 művet, más adatok szerint 200-nál is többet komponáltak felkérésére vagy támogatása mellett kora legjelentősebb zeneszerzői. A következő lista ezeknek csak töredékét tartalmazza:
- Bartók Béla művei közül a Zene húros hangszerekre, ütőkre és cselesztára (1937), a Szonáta két zongorára és ütőhangszerekre (1937) született Sacher felkérésére, a Divertimento (1940), melyet a svájci Saanenben Sacher felkérésére és vendégeként írt, a VI. vonósnégyest pedig szintén még Saanenben, nem Sacher felkérésére, de az ő vendégeként kezdte el komponálni (1939)
- Harrison Birtwistle Endless Parade (1987)[16]
- Elliott Carter Oboaverseny
- Henri Dutilleux  Mystère de l'Instant
- Paul Hindemith Mindenség harmóniája – szimfónia (1952) („Harmonie der Welt”) Bázeli Kamarazenekar számára[17]
- Arthur Honegger számos művét, köztük 2.  és 4. szimfóniáját („Deliciae Basilienses”) komponálta Sacher felkérésére a Bázeli Kamarazenekar számára, az utóbbi a zenekar fennállásának 20. évfordulójára született (1942, 1946)[18]
- Witold Lutosławski Double Concerto, Chain 2
- Bohuslav Martinů több műve íródott Paul Sacher felkérésére, köztük a Double Concerto for Two String Orchestras, Piano, and Timpani és a Concerto da camera
- Frank Martin hat kompozíciója, köztük a Petite Symphonie Concertante
- Richard Strauss Metamorfózisok (1945); a Collegium Musicum Zürich mutatta be 1946-ban
- Igor Stravinsky Concerto in D (1946 a Bázeli Kamarazenekar fennállásának 20.  évfordulójára született), A Sermon, a Narrative, and a Prayer (1961)[19]